# Im Zeichen des Drachen (Roman)
Im Zeichen des Drachen (im englischen Original The Bear and The Dragon) ist ein Polit-Thriller von Tom Clancy aus dem Jahr 2000. Noch im gleichen Jahr brachte der Heyne Verlag, München, die deutschsprachige Übertragung von Jeannette Böttcher heraus.

## Inhalt
Während die politischen Gremien der Volksrepublik China und der USA die Grundlagen ihrer Handelsbeziehungen erörtern, werden in Sibirien riesige Öl- und Goldvorkommen entdeckt.
Nach einem tragischen Zwischenfall, bei dem der päpstliche Nuntius in China und ein einheimischer Baptistenprediger von chinesischen Polizisten erschossen werden, kommt es zu einem Handels-Boykott chinesischer Produkte, was zu einem vollkommenen Zusammenbruch der chinesischen Wirtschaft führt. Das Politbüro der Kommunistischen Partei Chinas sieht die einzige Chance zum Überleben des Landes in der Annexion der sibirischen Gebiete mit den neu entdeckten Rohstoffvorkommen. Es kommt deswegen zum Krieg zwischen China und Russland, das aufgrund von Geheimdiensterkenntnissen kurz zuvor in die NATO aufgenommen worden war.
Die USA entsenden die 1st Armored Division nach Sibirien, die die Russen im Kampf gegen die chinesische Volksbefreiungsarmee unterstützen soll.
Da China (wie beschrieben im Roman Das Echo aller Furcht) als einzige Nation noch im Besitz von Interkontinentalraketen ist, erwägt Präsident Ryan, diese Waffen „aus dem Spiel zu nehmen“. Das chinesische SSBN wird von dem amerikanischen U-Boot Tucson torpediert und versenkt. Die meisten chinesischen Atomraketen befinden sich jedoch auf einem Stützpunkt im Landesinneren, der von einer gemischten Spezialeinheit aus Russen und den Mitgliedern des Teams Rainbow (siehe Operation Rainbow) ausgeschaltet werden soll.
Im Rahmen dieser Aktion kommt es zum Abschuss einer ICBM, die auf Washington zusteuert. Der amerikanische Präsident ist nicht geflohen, sondern befindet sich auf dem Aegis-Kreuzer Gettysburg, der zum Schutz Washingtons an einem Kai des Potomac Rivers liegt, und sieht zu, wie das Schiff dank eines Software-Updates die Interkontinentalrakete abfangen kann.
Durch einen geschickten Schachzug der Amerikaner erfahren chinesische Studenten über das Internet von dem Krieg, den ihr Land führt, und besetzen daraufhin ein Regierungsgebäude, wodurch es zu einem politischen Umsturz kommt. Letztlich einigen sich die kriegführenden Parteien auf den Status quo ante.